# 상기도감염
상기도감염(上氣道感染, upper respiratory tract infection, URTI)은 기도의 상부, 즉 코, 부비동, 인두, 후두 등에 급성 감염이 발생하는 현상을 의미한다. 코막힘, 인후통, 편도염, 인두염, 후두염, 부비동염, 중이염, 감기가 대표적 증상이다. 바이러스에 의한 경우가 가장 많으며, 나머지는 대부분 세균에 의한 감염이다. 진균이나 기생충에 의한 상기도감염증도 존재하나, 앞의 두 경우에 비해선 매우 드물게 나타난다.2015년에는 1,720만명이 URTI에 걸린 것으로 추정된다. 2014년을 기준으로 약 3,000명의 사망자가 발생하여 1990년의 4,000명에 비해 감소하였다.

## 증상

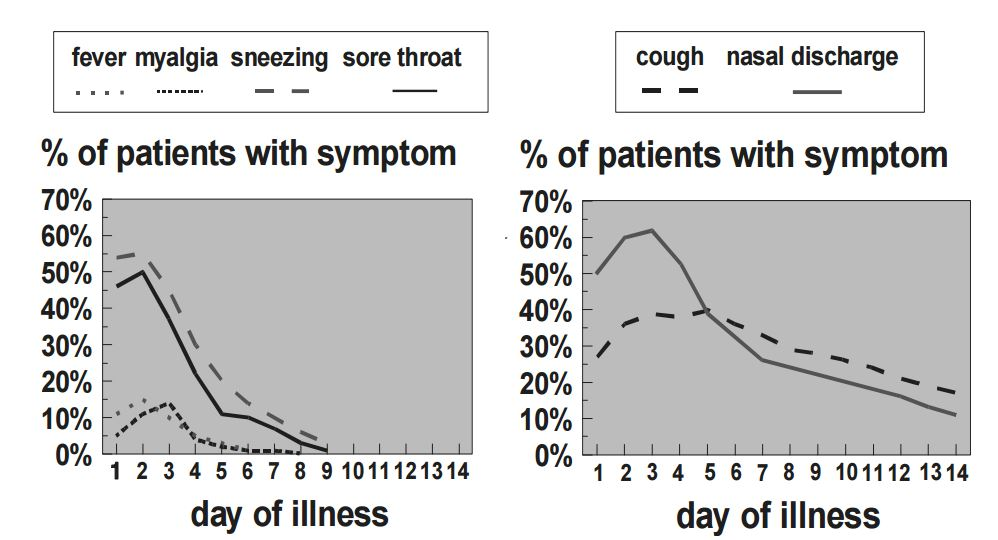
시간에 따른 감기 증상의 변화

간단한 감기의 경우 다른 증상이 해소된 후에도 기침과 콧물이 14일 이상 지속될 수 있다. 급성 URTI에는 비염, 인두염 및 편도염, 후두염 등이 있으며, 합병증으로 축농증, 이염이 나타날 수도 있다. 기관지염도 나타날 수 있는데, 이 경우 하기도감염증으로 분류하는게 일반적이다. 기침, 인후통, 콧물, 코막힘, 두통, 미열, 얼굴당김, 재채기 등이 일반적으로 나타난다.

## 원인
병리학적 측면에서, 리노바이러스의 감염은 면역반응과 유사한 측면이 있다. 이 바이러스는 호흡기 상부 세포에 손상을 주는 것이 아니라 상피세포포간 연접에 영향을 준다. 이로써 바이러스는 상피 하부 조직에 쉽게 접근하고, 곧이어 면역반응을 유도한다.

## 예방
프로바이오틱이 플라시보효과보다 미세하게 더 좋은 효과를 유도할 수 있다는 증거가 있다.

## 치료

2012년 상기도감염증으로 인한 백만명당 사망률
0
1
2
3–29

치료는 대개 두통, 인후통, 근육통 등 증상을 치료하는 방식으로 이루어진다. 활동을 많이 하는 사람이나 주로 앉아서 하루를 보내는 사람이나 증상의 심각성이나 발병기간은 크게 차이가 없는 것으로 나타났다. 수분을 많이 섭취하는 것의 효능에 대해선 아직 체계적으로 검증된 바가 없다.

### 항생제
후두염의 경우 항생제 투여가 권고된 바는 없다. 대표적으로 페니실린 V와 에리트로마이신은 급성 후두염 치료에 효과가 없다. 에리트로마이신을 투여할 경우 일주일 후에는 목소리가 나아지고 2주 후에는 기침이 잦아들긴 하지만, 항생제에 대한 내성이 생기는 것을 고려할 때 그렇게 좋은 이득은 되지 못한다.
부비동염의 경우 미국 질병통제예방센터는 남용에 유의하며 다음의 치료법을 행할 것을 권고했다.
- 환자가 처음 치료받는 경우 아목시실린, 아목시실린/클라불란산을 투여할 수 있다.
- 2~3일 후에 개선될 수 있을 정도로 가능한한 빠른 치료법을 사용하라. 증상이 호전되거나 사라진 후에도 7일 동안 치료를 계속하라. 보통 10~14일이 걸린다.
- 재발하거나 불분명한 경우 영상촬영을 통해 분석하라. URI 초기에 축농증이 발생하는 경우가 많다.[4]

## 역학
아이들은 바이러스성 호흡기질환에 보통 매년 2~9번 정도 걸린다. 2013년에는 1,877만건의 URTI 사례가 보고되었다. 2014년에는 약 3,000명의 사망자가 발생했는데, 이는 1990년의 4,000명에서 감소한 수치이다.미국에서 가장 흔한 감염병으로, 직장이나 학교를 결석하는 가장 큰 원인이 된다.

## 같이 보기
- 하기도감염증

## 참고 문헌
- Heymann, David (2015). 《Control of communicable diseases manual : an official report of the American Public Health Association.》. APHA Press, the American Public Health Association. ISBN 9780875530185.
- Pokorski, Mieczyslaw (2015). 《Pulmonary infection》. Cham: Springer. ISBN 978-3-319-17458-7.